# Tabanus acallus
Tabanus acallus är en tvåvingeart som beskrevs av Szilady 1926. Tabanus acallus ingår i släktet Tabanus och familjen bromsar. Inga underarter finns listade i Catalogue of Life.